# Pseudostellaria jamesiana
Pseudostellaria jamesiana là loài thực vật có hoa thuộc họ Cẩm chướng. Loài này được (Torr.) W.A. Weber & R.L. Hartm. miêu tả khoa học đầu tiên năm 1979.